# Hydrellia personata
Hydrellia personata är en tvåvingeart som beskrevs av Deonier 1971. Hydrellia personata ingår i släktet Hydrellia och familjen vattenflugor. Inga underarter finns listade i Catalogue of Life.